# Jonathan Harr
Jonathan Harr (Beloit, 1948) è uno scrittore statunitense, particolarmente conosciuto per il libro A Civil Action, da cui nel 1998 è stato tratto l’omonimo film con John Travolta.

## Biografia
Jonathan Harr è nato Beloit, nel Wisconsin. Seguendo il padre, diplomatico, ha vissuto in Francia, Germania e Israele. Successivamente a Chicago, San Francisco e Washington. Ha condotto studi universitari al College of William and Mary, poi abbandonati nel 1968 per diventare volontario del programma Vista in Appalachia.. Successivamente si è iscritto alla Marshall University. Dopo aver fatto diversi lavori, tra cui il tassista a New York, ha iniziato a scrivere brevi racconti e successivamente, trasferitosi a New Haven, è diventato redattore di una rivista alternativa locale the New Haven Advocate.
Nel 1984 Harr fu assunto come redattore di una nuova rivista, New England Monthly, su cui scrivevano importanti autori. In questo modo venne a conoscenza di quanto era capitato nella cittadina di Woburn, nello stato del Massachusetts, quando diversi cittadini avevano sfidato nei Tribunali potenti aziende chimiche responsabili di aver inquinato le acque , provocando così la morte per leucemia di diversi abitanti.
Per realizzare tale opera Harr dovette esaminare grandi quantità di carte processuali ed impiegò oltre sette anni di lavoro, dando fondo a tutti i propri risparmi e rischiando anche di finire in miseria . Alla fine ne risultò un manoscritto di circa ottocento pagine, che Harr sottopose alla Casa editrice Random House, che accettò di pubblicarlo nel 1995.
Dopo un avvio lento, il libro A Civil Action vendette centomila copie, restando in testa alla classifica dei best seller per 2 anni. Vinse il premio National Book Critics Circle Award per i romanzi basati su storie vere. Successivamente Robert Redford ha acquistato i diritti per produrre un film per 1,25 milioni di dollari.
Dopo A civil action, Harr ha continuato a scrivere storie basate su fatti realmente accaduti. Il 5 agosto 1996, una settimana dopo esplosione del volo TWA New York – Parigi, il giornale The New Yorker pubblicava The Crash Detective , un'inchiesta di Harr sul disastro aereo del 1994, mai risolto, del volo USAir numero 427.
Poi, inThe Burial, Harr è tornato nei Tribunali con la storia di Willie Gary, uno stravagante avvocato del Mississippi che ha vinto una delle cause civili più importanti della storia americana.
Harr ha scritto nel 2005 anche una storia riguardante il pittore italiano Caravaggio, prendendo spunto da un quadro dell'artista che era stato ritrovato in un piccolo monastero di Dublino. Anche questo è diventato un best seller.
Attualmente Harr vive a Northampton, nello stato del Massachusetts dove ha tenuto dei corsi di scrittura non fiction allo Smith College.